# Le Maître d'école (film, 1981)
Pour les articles homonymes, voir Le Maître d'école.
Pour plus de détails, voir Fiche technique et Distribution.
Le Maître d'école est un film français réalisé par Claude Berri, sorti en 1981.
Coluche y tient le rôle d'un sympathique instituteur, alors qu'il vivait une période difficile de sa vie privée à l'époque du tournage du film.

## Synopsis
Gérard Barbier est un jeune vendeur de vêtements licencié pour avoir pris la défense d’un gamin de dix ans chapardeur. Ne sachant que faire, mais constatant qu’il possède le baccalauréat et a fait une année de droit, il décide de devenir instituteur suppléant et découvre un métier dont il ne connaissait pas grand-chose, dans une école de banlieue.

## Fiche technique
- Titre : Le Maître d'école
- Réalisation : Claude Berri
- Scénario, adaptation et dialogues : Claude Berri et Jules Celma
- Assistant réalisateur : Pascal Bauemler, Françoise Lehérissey
- Musique : Claude Engel et Richard Gotainer ; générique du début Le Sampa interprété par Richard Gotainer ; générique de fin Le Maître d'école écrit et interprété par Alain Souchon.
- Photographie : Colin Mounier
- Son : Jean Labussière
- Décors : Christian Vallerin
- Costumes : Claire Fraisse
- Montage : Arlette Langmann et Hervé de Luze
- Production : Pierre Grunstein
- Société de production : Renn Productions (Claude Berri)
- Société de distribution : AMLF
- Format : 35 mm, couleur Eastmancolor
- Pays d'origine :  France
- Genre : comédie
- Durée : 95 minutes
- Date de sortie : 28 octobre 1981

## Distribution

### Famille Gérard Barbier
- Coluche : Gérard Barbier, le vendeur qui devient instituteur
  - Georges Staquet : le père de Gérard
  - Madame Chapuy : la mère de Gérard
- Charlotte de Turckheim : Charlotte, la femme de Gérard
  - Claude Bertrand : le père de Charlotte, poissonnier
  - Anne-Marie Jabraud : la mère de Charlotte

### École
- Jacques Debary : le directeur de l'école et enseignant de la maternelle
- Josiane Balasko : Mademoiselle Jacqueline Lajoie, collègue de Gérard peu appréciée de ses élèves
- Roland Giraud : Monsieur Meignant, collègue syndicaliste de Gérard

### Académie
- André Chaumeau : Lambert, le conseiller pédagogique qui surveille Gérard
- Jean Champion : l'inspecteur d'académie

### Élèves
- Marie-Isabelle Martinez : Camille, la petite fille dont les parents divorcent
- Fabrice Lévêque, Fanny Sambinello, Delphine Rubino, William Normand, Chrystelle Gymenez, Rose Vion, Florent Dupuis, Anne Sophie Traxler, Emmanuel Roguet[2]
- Max Lechevallier, Jackson Fontibus, Tristan Studer, Yvan Rousseau, Judith Chancel, Richard Guy, Vanessa Macaisne, Frédéric Legros, Fabrice Doreau, Nicolas China, Philippe Carastamatis, Sandrine Verrier, Marion Conte, Sébastien Mandron : la partie de la classe Jacqueline Lajoie prise en charge par Gérard Barbier

### Parents d'élèves
- Jean-Pierre Bagot : le maire et père de Nicolas Vannier
- Yvette Petit : Germaine, la mère de Sophie et patronne de l'auberge où est hébergé Gérard

### Autres
- Camille Clavel : le petit garçon qui vole des bottes
- Christian Bouillette : le patron du magasin de vêtements, qui licencie Gérard
- Patrice Dozier : le client du magasin de vêtements
- Jacques Martial : Léopold, l'infirmier de l'hôpital où est Jacqueline Lajoie
- Rémy Carpentier : Monsieur Letournel
- Marie Pillet : Madame Letournel
- Richard Gotainer : le chanteur du mariage
- Marie Ruggeri : une choriste de l'orchestre[3]

## Quelques enfants
- Camille (Marie-Isabelle Martínez), dont les parents divorcent
- Sophie (Caroline Moreau), méprisée par sa mère aubergiste car elle n'arrive pas à faire ses devoirs
- Nicolas Vannier (Patrick Regnault), fils du maire
- Frédéric (Frédéric Legros), petit garçon fragile
- Hassane, garçon peu respectueux et perturbateur
- Jackson (Jackson Fontibus), garçon qui se perd dans la forêt
- Bertrand, le petit blondinet
- Richard
- Charles

## Tournage
Le tournage (juin-juillet 1981) s'est principalement déroulé :
- à Paris : rue d'Aligre, école rue de Lesseps, la fin du film est tournée dans l'école place Suzanne-Valadon et rue Foyatier ;
- dans le département des Yvelines : école Alain-Fournier de Plaisir, Crespières, Poigny-la-Forêt, la piscine est celle des Clayes-sous-Bois.

## Commentaires
Claude Berri s'est inspiré du livre de Jules Celma, Journal d'un éducastreur (éd. Champ libre), pour écrire le scénario. Jules Celma avait été engagé comme maître suppléant et avait expérimenté des méthodes qui consistaient à laisser faire à ses élèves ce qu'ils voulaient, en toute liberté.
La chanson interprétée par les enfants dans le bus (Yé yé les copains, c'est demain qu'on s'fait la malle, yé yé les copains, c'est demain qu'on prend le train) est la reprise d'un classique des colonies de vacances des années 60-70. Son refrain reprend la mélodie de la chanson Au feu, les pompiers !.